# I Feel It/Thousand
I Feel It/Thousand sono due canzoni del musicista statunitense di musica elettronica Moby, pubblicate insieme come un unico singolo con doppio A-side nel giugno del 1993. I brani sono stati estratti dall'omonimo album di Richard Hall.
I Feel It consiste in un remix del precedente singolo, Next Is the E, di cui è stato girato anche un videoclip promozionale, che mostra vari spezzoni dei concerti di Moby.
Thousand è un brano ambient che inizia lentamente per poi velocizzarsi rapidamente, fino a stopparsi e ricominciare da capo. Per questa sua caratteristica, è entrato nel Guinness World Records per il tempo più veloce in battiti al minuto (BPM), anche se alcune canzoni Extratone hanno poi superato questo suo record.
Il titolo si riferisce al tempo della canzone, cioè 1.000.
Il singolo ha raggiunto la posizione numero 38 della Official Singles Chart.
Tutti e due le canzoni sono state successivamente incluse nella raccolta Rare: The Collected B-Sides 1989-1993.

## Tracce
Tutti i brani sono stati composti, eseguiti e prodotti da Richard Melville Hall.
1. I Feel It (Next Is the E remix) - 5:48
2. Thousand - 4:25